# Mediengenealogie
Als Mediengenealogie bezeichnet man in der Medientheorie die Entwicklungen und Kausalitäten in der Entwicklung von Medien. Dabei legt man in der Regel einen sehr weitgefassten Medienbegriff zugrunde, der nicht auf die Massenmedien begrenzt ist. Der Begriff Genealogie verweist dabei auf eine nicht-lineare Geschichtstheorie. Mit der Geschichte der Entstehung und Entwicklung von Kommunikationsmitteln im Allgemeinen befasst sich die Mediengeschichte.

## Übersicht
Weitgehende Übereinstimmung herrscht in der groben Struktur der Medienabfolge:
Beginnend mit der Entwicklung der Sprache setzt die kulturelle Entwicklung der Menschheit im medialen Sinne an; diese Epoche ist primär durch Oralität (Mündlichkeit) geprägt und steht beispielsweise mit dem mündlich tradierten Mythos und dem traditionellen Bild in einer engen Beziehung. Wissen wird mündlich tradiert, stirbt ein erfahrener Mensch der Gemeinschaft, verschwindet ein Wissensspeicher (strukturelle Amnesie).
Abgelöst wird diese Epoche in der alten Welt durch die Erfindung der Schrift um 3500 v. Chr., welche die Phase der Literalität und damit der schriftlichen Überlieferungen einleitet. Neben Schriftkritik (vor allem durch Sokrates und Platon) findet hier in der griechischen Antike der Übergang vom Mythos zum Logos statt und die Philosophie entsteht. Texte werden erstmals in diskrete Einheiten (Buchstaben) ohne individuelle semantische Bedeutung zerlegt. Wissen kann interpersonell gespeichert werden, wird durch die Möglichkeit des Transports räumlich mobil und durch die Unabhängigkeit von Personen zeitlich stabil. Durch die schriftliche Fixierung beginnt auch die Möglichkeit der Adressierung, d. h. der Zuweisung einer Urheberschaft zu einem identifizierbaren Autor. Diese Phase reicht von der Antike bis ins Mittelalter, wo Wissen in Skriptorien manuell reproduziert und für eine begrenzte Leserschaft in Bibliotheken aufbewahrt wird.
Abgelöst wird diese Epoche – zumindest in Europa – mit der Erfindung des Buchdrucks mit beweglichen Lettern um 1440 („Gutenberg-Galaxis“), welcher die Neuzeit und die Herausdifferenzierung der verschiedenen Wissenschaften einleitet. Texte werden in mechanisch rekombinierbare diskrete Einheiten (Typen) zerlegt und im Publikationssystem eines Typographeums dauerhaft gespeichert. Ein Prozess der allgemeinen Alphabetisierung setzt ein, Wissen wird preiswerter, zugänglicher, präziser adressier- und referenzierbar; es findet eine weitere „Demokratisierung“ von Wissen statt. Das Wissen kann massenhaft mechanisch reproduziert werden, was insbesondere ab etwa 1810 durch Rotationsdruck und Endlospapier weiter beschleunigt wird.
Wir befinden uns derzeit nach weitgehend übereinstimmender Lesart in einer fundamentalen Umbruchsphase, die als Turing-Galaxis, Zeitalter der technischen Bilder oder einfach elektronisches Computerzeitalter bezeichnet wird. Das alphabetische Monopol wird aufgehoben und die Aufschreibesysteme differenzieren sich mit der Möglichkeit der mechanischen Speicherung serieller Daten aus. Das Kunstwerk wird technisch reproduzierbar, die längst in diskrete Einheiten zerlegten Texte werden durch technische Übertragungstechnologien wie Telegraf und Telefon materiell entkoppelt und weitgehend verzögerungsfrei über große Distanzen austauschbar; dieser Prozess führte über das interkontinentale Telefonnetz zum globalen Datennetz des Internets. Die Digitalisierung schließlich nivelliert auch die Problematik von Medienbrüchen und ermöglicht die Medienintegration in Hypertext und Multimedia.

## Mediengenealogie nach Flusser
Vilém Flusser geht in seiner Mediengenealogie von einem fünfstufigen historischen Phasenmodell aus. Es ist „ein Modell der Kulturgeschichte und der Entfremdung des Menschen vom Konkreten“, das durch zunehmende Abstraktion und abnehmende Dimensionalität gekennzeichnet ist.
- Erste Stufe: konkretes Erleben – Vierdimensionalität

Die erste Stufe ordnet Flusser dem „Naturmenschen“ zu, der in einer vierdimensionalen Umwelt des unmittelbaren und „konkreten Erlebens“ lebt. In dieser Stufe hat der Mensch keine fassbare Subjekt-Objekt-Wahrnehmung. Es gibt keine greifbare Verbindung zwischen Raum und Zeit. Mensch und Tier befinden sich „in einer vierdimensionalen Raumzeit, welche den Mensch und das Tier angeht. Es ist die Stufe des konkreten Erlebens.“
- Zweite Stufe: Benutzen und Herstellen von Gegenständen – Dreidimensionalität

Die zweite Stufe (etwa 2.000.000 bis 40.000 v. Chr.) bezieht sich auf das Interesse des Menschen an Gegenständen, also an einer dreidimensionalen Umwelt; in dieser Phase ereignet sich also ein Wechsel von der Vier- in eine Dreidimensionalität. Bedingt durch eine Subjekt-Objekt-Trennung lernt der Mensch, Gegenstände zu benutzen oder herzustellen. Das ist „die Stufe des Fassens und Behandelns“. „Der menschliche Umstand ist objektiv, problematisch und muß umgeformt, ‚informiert‘ werden“.
Die „Werkzeuge im üblichen Sinn sind Verlängerungen menschlicher Organe“; dies entspricht also in etwa dem, was Marshall McLuhan als „extensions of man“, d. h. Medien, bezeichnet.
- Dritte Stufe: Traditionelle Bilder – Zweidimensionalität

Mit der dritten Stufe wird die zweidimensionale Umwelt prägend für die Kultur: Traditionelle Bilder, die anschaulich und imaginär sind, schieben sich zwischen den Menschen und seine Lebenswelt. Um die Naturwelt deuten zu können, benutzt er die Malerei. In dieser Phase hat der Homo sapiens „zwischen sich als Subjekt und den objektiven Umstand eine imaginäre, zweidimensionale Vermittlungszone geschoben“. „Wir mußten lernen, die Tiefe aus den Objekten zu abstrahieren und die derart abstrahierten Flächen auf Flächen festzuhalten […]. Die Bedeutung der Bilder ist magisch. Dadurch ist der Umstand durch die Bilder hindurch nur magisch zu fassen.“
- Vierte Stufe: Erfindung der linearen Schrift – Eindimensionalität

Ab etwa 2000 v. Chr. werden lineare Texte wie Homers Epen oder die Bibel zunehmend kulturprägend. Diese Art der Vermittlungstechnik von Informationen, bei der ein Begreifen mittels Begriffen ermöglicht wird, lässt eine eindimensionale Umwelt entstehen. Diese Phase beinhaltet also eine weitere Vermittlungszone zwischen Mensch und Objekten; die linearen Texte werden erfunden und übernehmen die Vermittlung von Botschaften: „Es ist die Stufe des Begreifens, des Erzählens, die historische Stufe.“ „Diese linearen Textwelt abstrahiert die Breite aus der Bildfläche und verwandelt die Bildszenen in Prozesse.“
- Fünfte Stufe: Erfindung der technischen Bilder – Nulldimensionalität

Die heutige Gesellschaft befindet sich auf dem Weg in eine nachalphabetische Phase der nulldimensionalen technischen Bilder, das Universum der technischen Bilder, bei der die Texte ihre Funktion verlieren. Lineare Texte sind unzulänglich und unanschaulich geworden. Somit übernehmen technische, punktuelle Bilder langsam die Funktion der Texte, Informationen zu (über)tragen. Nach Flusser ist dies „die Stufe des Kalkulierens und Komputierens.“ „Die Länge beginnt, aus der Zeile abstrahiert zu werden, und was übrig bleibt sind nulldiemnsionale Punktelemente. Diese Elemente sind unfaßbar (nicht mit den Händen zu fassen), unvorstellbar (nicht mit Augen zu sehen) und unbegreiflich (nicht mit Fingern zu greifen). Aber sie sind kalkulierbar [...]. Und sobald diese Elemente kalkuliert sind, können sie zu sekundären Bildern zusammengerafft, komputiert werden. Diese sekundären Bilder sollen die unbegreiflich gewordene körnige Welt der Begriffe wieder vorstellbar machen.“

## Mediengenealogie nach Innis
Der Wirtschaftswissenschaftler und spätere Medientheoretiker aus der so genannten kanadischen Schule, Harold A. Innis, konzipierte in den 1940er Jahren eine universalgeschichtliche Untersuchung der Einflüsse und Effekte von Kommunikationsmedien auf die Formen sozialer Organisation. Er betrachtet dabei insbesondere die Entstehung von Wissensmonopolen (monopolies of knowledge) und ihre Institutionalisierung.
Er führte die Vorstellung, Medien seien historisch und systematisch aufeinander bezogen, in die Medientheorie ein. Innis unterteilte die menschheitsgeschichtlichen Epochen nach der Art ihrer Kommunikationsmittel ein; man könnte hier auch von einer Art „Leitmedium“ der jeweiligen Epochen sprechen.
- ab den Anfängen der mesopotamischen Zivilisation → Ton, Meißel und Keilschrift
- bis zur griechisch-römischen Zivilisation → Papyrus, Pinsel, ägyptische Hieroglyphen und Hieratisch
- bis zur Abspaltung der östlichen Reichshälfte → Papyrus und Alphabet
- frühes Mittelalter bis Beginn des 10. Jahrhunderts → Pergament und Schreibfeder
- in China → Papier und Pinsel
- in Europa bis zur Entstehung der Buchdruckerkunst bzw. bis zur Renaissance → Papier und Schreibfeder
- bis Beginn des 19. Jahrhunderts → handwerklich hergestelltes Papier und Druckerpresse
- seit Beginn des 19. Jahrhunderts → maschinell produziertes Papier und elektrisch betriebene Druckerpresse
- ab Mitte des 19. Jahrhunderts → aus Holz gewonnenes Papier
- ab Anfang des 20. Jahrhunderts → Zelluloidfilm und Radio

## Mediengenealogie nach McLuhan
Marshall McLuhan (1911–1980) baute auf Innis’ Theorie auf und entwarf seine Mediengenealogie in seinem Werk The Gutenberg Galaxy (1962). Darin unterscheidet er vier menschheitsgeschichtliche Epochen, die jeweils durch die Einführung eines neuen Mediums abgelöst werden:
- Orale Stammeskultur: Wissensüberlieferung und Kommunikation erfolgen mündlich – Herrschaft des Ohres.
- Literale Manuskript-Kultur: durch Einführung der phonetischen Schrift, Lesen erfolgt laut, alle Sinne werden mit einbezogen.
- Gutenberg-Zeitalter: durch Erfindung des Buchdrucks – Herrschaft des Auges und des linearen Denkens.
- Zeitalter der Elektrizität/Marconi-Zeitalter: durch Erfindung des drahtlosen Telegraphen – harmonische Einbeziehung aller Sinne: Taktilität.